# Borrtex
Даниэль Бордовский (чеш. Daniel Bordovský), известный под псевдонимом Borrtex — чешский композитор и продюсер, автор фортепианных композиций в стиле минимализм, живёт и работает в Праге. В своих работах сочетает элементы современной классической музыки с мелодиями, характерными для саундтреков.

## Ранние годы и карьера
Borrtex родился в Гавирове, Чешская Республика. Начал играть на пианино в шесть лет, но в то время не проявлял особого энтузиазма к этому занятию. В 13 лет заинтересовался кино и телевидением. Два года спустя, продолжая учиться в школе в своем родном городе, устроился на работу в одну из крупнейших киностудий страны CSFD.cz. Oн продолжал работать над своей репутацией, что позволило ему стать оператором в документальном проекте о Warner Bros. Studios в Голливуде.
Посещение Лос Анджелеса и интервью с такими всемирно известными композиторами, как Джеймс Ньютон Ховард, Дэнни Эльфман и Ханс Циммер, помогли Borrtex восстановить его связь с музыкой. После завершения работы над документальным фильмом Borrtex постепенно переключился на музыкальное творчество и начал выпускать свои первые композиции.

### Музыкальные достижения
Его музыка несколько раз появлялась в видеороликах крупных международных брендов — например, Xiaomi. В 2018 году Служба национальных парков США использовала песню Borrtex «Ocean» в государственном проекте, посвященном обслуживанию и ремонту парков. Одним из важных моментов стало появление композиции «Opening Presents» в ролике немецкого бренда предметов роскоши Montblanc с голливудским актёром Хью Джекманом во время рождественских каникул 2019 года.
Что касается потоковой передачи музыки и продаж записей, популярность композиций Borrtex выросла после того, как его сингл «We Are Saved», выпущенный в марте 2018 года, попал в чарты и набрал более 1,7 миллионов прослушиваний на Spotify.
В октябре 2018 года Borrtex впервые принял участие в проекте по озвучиванию фильмов. Он создал оригинальный саундтрек к короткометражному фильму «Dear America» (режиссёр Молли Э. Смит), в котором рассказывается о влиянии вооруженного насилия на учащихся начальных, средних и старших школ. 1 ноября 2019 года фильм стал лауреатом премии Эмми в национальном конкурсе студенческих постановок, проводимом Национальной академией телевизионных искусств и наук.